# دورانگی
دورانگی (به لاتین: Durangi) یک منطقهٔ مسکونی در روسیه است که در داغستان واقع شده‌است.